# Juan Carlos Figari
Juan Carlos Figari (5 de diciembre de 1893, Montevideo - 6 de noviembre de 1927, París) fue un artista plástico y arquitecto uruguayo. 

## Biografía
Es hijo de Pedro Figari Solari y de María de Castro Caravia. Se graduó como arquitecto en 1915 y fue docente en la Escuela de Artes y Oficios (hoy Universidad del Trabajo) en la época en que la dirigió su padre, de quien también fue su brazo derecho.

Excelente dibujante y buen pintor, colaboró en obras de su padre, lo que puede leerse en algunos cuadros firmados "P.Figari-Col." (colaborador). En 1921 ambos se radicaron en Buenos Aires e hicieron juntos su primera exposición en la Galería Müller.
Su última presentación fue en 1927 en la Galería Druet de París, inaugurada pocos días antes de su temprana muerte, a los 33 años.
Juan Carlos fue enterrado en el cementerio del Père-Lachaise, en París, y luego trasladado definitivamente al Cementerio Central de Montevideo.